# تاريخ علم الفيروسات

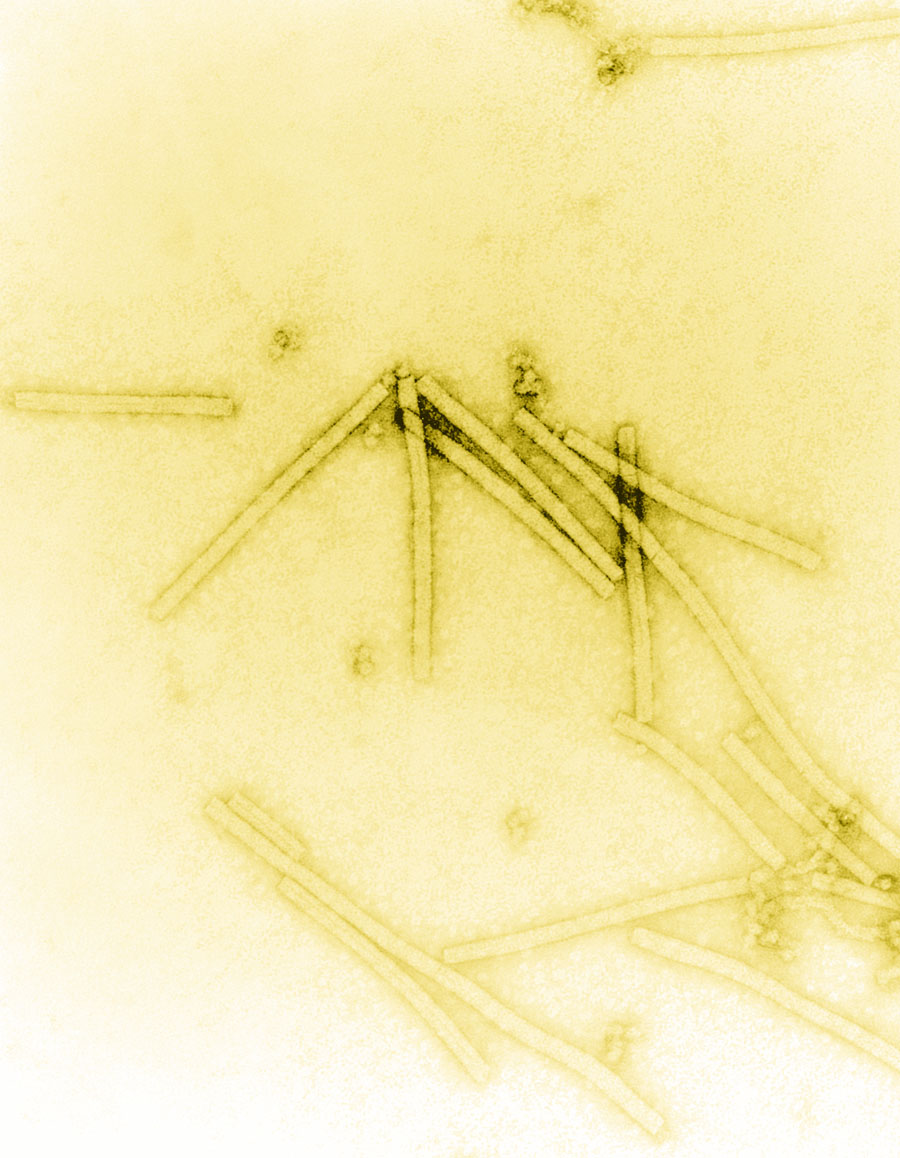
صورة مجهرية إلكترونية لجسيمات على شكل قضيب لفيروس تبرقش التبغ، وهي صغيرة جدا لا يمكن رؤيتها باستخدام المجهر الضوئي

علم الفيروسات هو الدراسة العلمية للفيروسات والعدوى التي تسببها. وقد بدأ تاريخ علم الفيروسات في السنوات الأخيرة من القرن التاسع عشر. على الرغم من أن لويس باستور وإدوارد جينر اكتشفا اللقاحات الأولى للحماية من العدوى الفيروسية، إلا أنهم لم يكونوا على علم بوجود الفيروسات. وجاء أول دليل على وجود الفيروسات من خلال تجارب اُستخدم فيها مرشحات لها مسام صغيرة بما فيه الكفاية لاحتجاز البكتيريا. في عام 1892، استخدم ديمتري إيفانوفسكي واحدة من هذه المرشحات لإثبات أن عصارة نباتات التبغ المصابة تكون معدية لنباتات التبغ السليمة على الرغم من تصفيتها. وسمى مارتينوس بيجيرينك المادة المُصفّاة المعدية باسم «فيروس»، ويعتبر هذا الاكتشاف بداية لعلم الفيروسات. وقد حفّز الاكتشاف اللاحق والتوصيف الجزئي للعاثيات من قِبل فيليكس دهيريل هذا المجال، وبحلول أوائل القرن العشرين تم اكتشاف العديد من الفيروسات.

## تاريخ الفيروسات

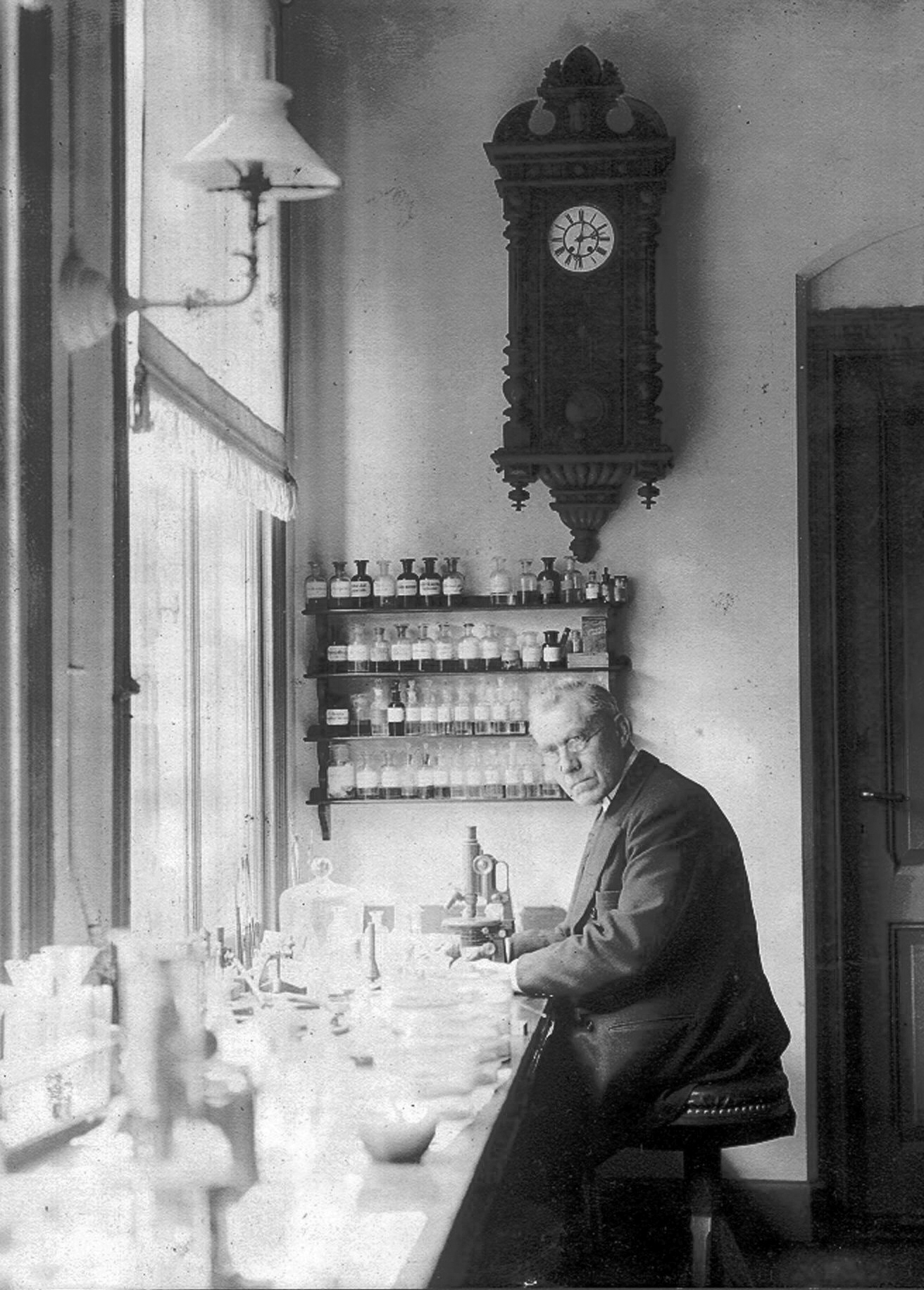
مارتينوس بيجيرينك في مختبره عام 1921

على الرغم من نجاحاته الأخرى، لم يتمكن لويس باستور (1822-1895) من العثور على العامل المسبب لداء الكلب، وخمن أن العامل الممرض صغير جدا لا يمكن الكشف عنه باستخدام المجهر. في عام 1884، اخترع عالم الأحياء الدقيقة الفرنسي شارل شمبرلند (1851-1931) مصفاة - تعرف اليوم باسم مصفاة شمبرلند - لها مسام أصغر من البكتيريا. وبالتالي، يمكن تمرير محلول يحتوي على البكتيريا من خلال المصفاة، وتصفيتها، وإزالتها تماما منه.
في عام 1892، استخدم عالم الأحياء الروسي ديمتري إيفانوفسكي (1864-1920) مصفاة شمبرلند لدراسة ما يعرف الآن باسم فيروس تبرقش التبغ. وأظهرت تجاربه أن أوراق نباتات التبغ المصابة بعد سحقها تظل معدية حتى بعد تصفيتها. واقترح إيفانوفسكي أن تكون العدوى ناجمة عن السموم التي تنتجها البكتيريا، لكنه لم يواصل البحث في الفكرة.
في عام 1898، قام عالم الأحياء الدقيقة الهولندي مارتينوس بيجيرينك (1851-1931) بتكرار التجارب، وأصبح مقتنعا بأن الرشح يحتوي على شكل جديد من عامل معدي. وأشار إلى أن هذا العامل يتضاعف فقط في الخلايا التي كانت تنقسم، ووصفه بـ (contagium vivum fluidum) (العامل الجرثومي الذائب)، ثم أعاد إدخال مصطلح فيروس بعد ذلك. وأكد بيجيرينك أن الفيروسات كانت سائلة في طبيعتها، وهي نظرية ساءت مصداقيتها في وقت لاحق من قِبل عالم الكيمياء الحيوية الأمريكي وطبيب الفيروسات وندل ميريديث ستانلي (1904-1971)، الذي أثبت أنهم في الواقع جسيمات. وفي العام نفسه، مرر فريدريك لوفلر (1852-1915)، وبول فروش (1860-1928) أول فيروس حيواني من خلال مصفاة مماثلة، واكتشفا سبب الحمى القلاعية.
في عام 1881، اقترح كارلوس فينلي (1833-1915)، وهو طبيب كوبي، لأول مرة أن البعوض يحمل سبب الحمى الصفراء، وقد أثبت هذه النظرية والتر ريد (1851-1902) في عام 1900. خلال عامي 1901 و1902، اقترح ويليام كروفورد غورغاس (1854-1920) فكرة تدمير مواطن تكاثر البعوض في كوبا، مما أدى إلى انخفاض كبير في معدل انتشار المرض. ثم قدم غورغاس في وقت لاحق فكرة القضاء على البعوض من بنما، مما سمح لقناة بنما أن تُفتتح في عام 1914. وتم عزل الفيروس أخيرا بواسطة ماكس تيلر (1899-1972) في عام 1932، الذي استمر في تطوير لقاح ناجح.
وبحلول عام 1928 كان قد عُرِفَ ما يكفي عن الفيروسات للإعلان عن الفيروسات القابلة للفلترة من خلال مجموعة من المقالات التي تغطي جميع الفيروسات المعروفة، قام بتحريرها توماس ميلتون ريفرز (1888-1962). وواصل ريفرز، وهو أحد الناجين من حمى التيفوئيد التي أصابته في سن الثانية عشرة، العمل ليكون لديه سيرة متميزة في علم الفيروسات. في عام 1926، دُعي ريفرز للتحدث في اجتماع نظمته جمعية علم الجراثيم الأمريكية، حيث قال لأول مرة: «يبدو أن الفيروسات تلزم الطفيليات، بمعنى أن تكاثرها يعتمد على الخلايا الحية».
من عام 1950 إلى 1960، قام تشستر ساوثام، وهو عالم بارز في الفيروسات، بحقن خلايا هايلا الخبيثة في مرضى سرطان، وأفراد أصحاء، وسجناء من سجن أوهايو لمراقبة ما إذا كان يمكن أن ينتقل السرطان. كما كان يختبر ما إذا كان يمكن للمرء أن يصبح في مأمن من السرطان عن طريق تطوير استجابة مناعية مكتسبة على أمل إنشاء لقاح للسرطان.
لم تعتبر فكرة أن الفيروسات عبارة عن جسيمات غير طبيعية، وكانت مناسبة مع النظرية الجرثومية. ومن المفترض أن دكتور ج. بويست (من إدنبرة) كان أول شخص يرى جزيئات الفيروس في عام 1886، عندما قال أنه رأى «مُكَيَّرات» في لقاح ليمفاوي، على الرغم من أنه ربما لاحظ كتل من فيروس الوقس. في السنوات التالية، مع تطور الميكروسكوبات الضوئية تم رؤية «الأجسام المُشْتَمَلَةُ» في العديد من الخلايا المصابة بالفيروس، ولكن ظلت هذه التجمعات من جزيئات الفيروس صغيرة جدا، لا تمكّن من الكشف عن أي تفاصيل، حتى تم اختراع المجهر الإلكتروني في عام 1931 من قِبل المهندسَين الألمانيَين إرنست روسكا (1906-1988)، وماكس كنول (1887-1969). وتبين باستخدام المجهر الإلكتروني أن جسيمات الفيروسات، وخاصة العاثيات، لديها تراكيب معقدة. وتوافقت أحجام الفيروسات التي تم تحديدها باستخدام هذا المجهر الجديد مع تلك التي قُدِرَت من خلال تجارب الترشيح. كان من المتوقع أن تكون أحجام الفيروسات صغيرة، ولكن المدى الذي تراوحت فيه الأحجام كان مفاجأة. كان بعضها أصغر قليلا من أصغر بكتيريا معروفة، وكانت الفيروسات الأصغر حجما مماثلة لحجم الجزيئات العضوية المعقدة.
في عام 1935، فحص وندل ستانلي فيروس تبرقش التبغ، ووجد أنه في الغالب مصنوع من البروتين. في عام 1939، فَصَلَ ستانلي، وماكس لوفر (1914) الفيروس إلى بروتين وحمض نووي، والذي أوضح هوبيرت س. لورينغ (رفيق ستانلي بعد الدكتوراه) أنه حمض نووي ريبوزي على وجه التحديد. كان اكتشاف الحمض النووي الريبوزي (RNA) في الجسيمات مهما؛ لأنه في عام 1928، قدم فريدريك غريفيث (1879-1941) أول دليل على أن «ابن عمه»، الحمض النووي الريبوزي منقوص الأكسجين (DNA)، يكوّن الجينات.
في يوم باستور، وبعد سنوات عديدة من وفاته، اُستخدمت كلمة «فيروس» لوصف سبب أي مرض معدي. وسرعان ما اكتشف العديد من علماء البكتريا سبب العديد من العدوى. ومع ذلك، لا تزال بعض العدوى، وكثير منها خطير، لم يتم العثور لها على أي سبب بكتيري. كانت هذه الكائنات غير مرئية، ويمكن زرعها فقط في الحيوانات الحية. وكان اكتشاف الفيروسات هو المفتاح الذي فتح الباب الذي كان يحجب أسرار سبب هذه العدوى الغامضة. وعلى الرغم من أن فرضيات كوخ كشفت سبب العديد من هذه العدوى، إلا أن ذلك لم يمنع رواد علم الفيروسات من البحث عن الفيروسات في حالات العدوى التي لم يتم العثور على سبب آخر لها.

## عاثيات

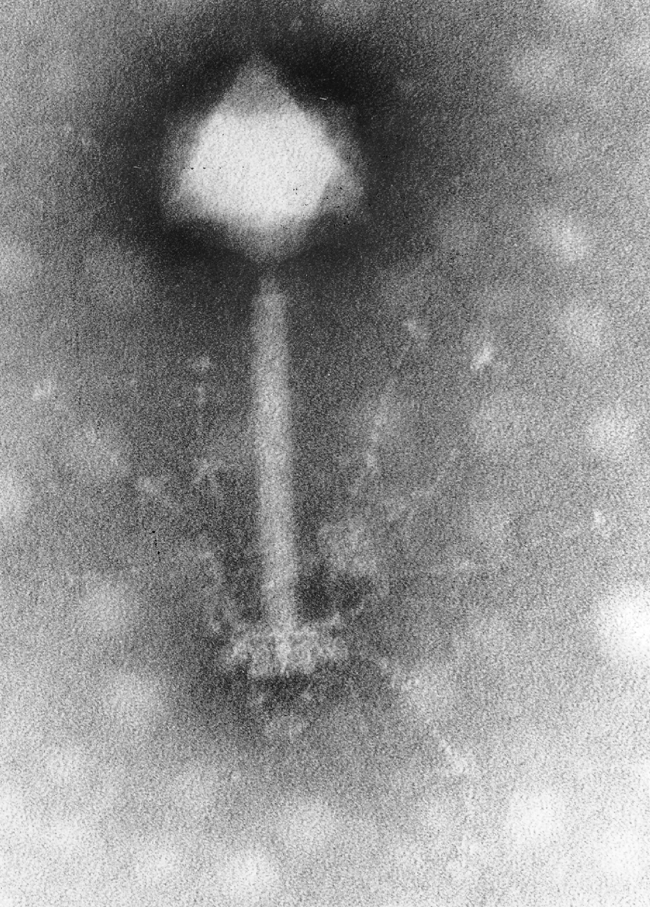
عاثية

### اكتشافها
العاثيات هي الفيروسات التي تغزو وتتكاثر في البكتيريا. تم اكتشافها في أوائل القرن العشرين، من قِبل طبيب علم الجراثيم الإنجليزي فريدريك توارت (1877-1950). ولكن قبل هذا الوقت، في عام 1896، قال عالم الجراثيم إرنست هانبوري هانكين (1865-1939) أن شيئا في مياه نهر الغانج يمكن أن يقتل ضمة الكوليرا - سبب مرض الكوليرا. وأيا ما كان الشيء الموجود في الماء، فوجد أنه يمكن تمريره من خلال المرشحات التي تزيل البكتيريا، ولكنه يتدمر بالغليان. اكتشف تورت تأثيرالعاثية على بكتيريا المكورات العنقودية، حيث لاحظ أنه عند زراعته على أغار المغذيات، تصبح بعض المستعمرات البكتيريا مائية أو "زجاجية". وقد جمع بعض هذه المستعمرات المائية، ومررها من خلال مصفاة شمبرلند لإزالة البكتيريا، واكتشف أنه عندما تم إضافة الرشح إلى مزرعة جديدة من البكتيريا، أصبحت البكتيريا بدورها مائية. واقترح أن يكون ذلك الكائن أميبا، أو فيروس متعدد المجهرات، أو بروتوبلازم حي، أو إنزيم له قدرة على النمو".
كان فيليكس دهيريل (1873-1949) عالم أحياء دقيقة فرنسي كندي. واكتشف في عام 1917 أنه عند إضافة «مضاد غير مرئي» إلى البكتيريا على أغار، سوف ينتج مناطق من البكتيريا الميتة. وقد عُرِف المضاد حاليا بالعاثية، وتستطيع العاثية المرور من خلال مصفاة شمبرلند. خفف فيليكس معلق من هذه الفيروسات، واكتشف أن أعلى تخفيف (أدنى تركيزات للفيروس)، يشكل مناطق منفصلة من الكائنات الميتة، بدلا من قتل جميع البكتيريا. وعن طريق عد هذه المناطق، والضرب في عامل التخفيف يمكن حساب عدد الفيروسات في المعلق الأصلي. أدرك أنه قد اكتشف شكلا جديدا من الفيروسات، وصاغ فيما بعد مصطلح «عاثية، بالإنجليزية:bacteriophage». بين عامي 1918 و1921 اكتشف هيريل أنواعا مختلفة من العواثي الذي يمكن أن تغزو فصائل عديدة أخرى من البكتيريا بما في ذلك ضمة الكوليرا. كانت العواثي تبشر بأنها علاج محتمل لأمراض مثل التيفوئيد والكوليرا، ولكن تم نسيان ذلك مع اكتشاف البنسلين. منذ أوائل السبعينيات، بدأت البكتيريا في مقاومة المضادات الحيوية مثل البنسلين، مما أدى إلى إعادة الاهتمام باستخدام العاثيات لعلاج العدوى الخطيرة.

### البحوث المبكرة 1920-1940
سافر دهريل على نطاق واسع لتعزيز استخدام العاثيات في علاج العدوى البكتيرية. وفي عام 1928، أصبح أستاذاً لعلم الأحياء في جامعة ييل، وأسس عدة معاهد للبحوث. وكان مقتنعا بأن العاثيات كانت فيروسات على الرغم من معارضة علماء الجراثيم مثل جول بورديه الفائز  بجائزة نوبل (1870-1961). حيث قال بورديت أن العاثيات ليست الفيروسات، ولكنها إنزيمات تفرزها البكتيريا المستذيبة. وأن «العالم الغير مرئي الذي افترضه دهريل غير موجود». ولكن في الثلاثينيات من القرن العشرين، قدم كريستوفر أندروز (1896-1988) وغيره دليل على أن العاثيات كانت فيروسات. وبينوا أن هذه الفيروسات تختلف في الحجم، وفي خصائصها الكيميائية والمصلية. في عام 1940، تم نشر أول صورة مجهرية إلكترونية للعاثية، مما أخرس المتشككين الذين جادلوا بأن العاثية هي إنزيمات بسيطة نسبيا وليست الفيروسات. وسرعان ما تم اكتشاف العديد من الأنواع الأخرى من العاثيات، وتبين أنها تغزو البكتيريا أينما وُجِدَت. ولكن هذا البحث المبكر توقف بسبب الحرب العالمية الثانية. حتى دهيريل تم إسكاته. وعلى الرغم من جنسيته الكندية، فقد اعتقلته حكومة فيشي حتى نهاية الحرب.

### العصر الحديث
زادت المعرفة بالعاثيات في الأربعينات بعد تشكيل مجموعة العاثيات من قِبل علماء في جميع أنحاء الولايات المتحدة. وكان من بين الأعضاء ماكس دلبروك (1906-1981)، الذي أسس دورة عن العاثيات في مختبر كولد سبرينغ هاربور. ومن بين الأعضاء الرئيسيين الآخرين في مجموعة العاثيات سلفادور لوريا (1912-1991)، وألفرد هيرشي (1908-1997). خلال الخمسينيات، قام هيرشي وتشيس باكتشافات هامة حول تكرار الحمض النووي DNA أثناء دراستهم على عاثية تسمى T2. جنبا إلى جنب مع دلبروك، حصلوا معا على  جائزة نوبل عام 1969 في علم وظائف الأعضاء أو الطب «لاكتشافاتهم فيما يتعلق بآلية النسخ، والتركيب الجيني للفيروسات». ومنذ ذلك الحين، وفرت دراسة العاثيات رؤى حول تشغيل وإيقاف الجينات، وحول آلية مفيدة لإدخال الجينات الغريبة في البكتيريا، وأيضا العديد من الآليات الأساسية الأخرى في البيولوجيا الجزيئية.

## الفيروسات النباتية
في عام 1882، وصف أدولف ماير (1843-1942) حالة من نباتات التبغ، أطلق عليها اسم «مرض التبرقش» (mozaïkziekte). كانت النباتات المصابة لديها أوراق مبرقشة متناثرة. فاستبعد إمكانية الإصابة بالعدوى الفطرية، ولم يتمكن من الكشف عن أي بكتيريا، وتكهن بأن السبب يمكن أن يكون أحد الأمراض المعدية المذيبة التي تشبه الانزيم. ولم يتابع فكرته أكثر من ذلك، وكانت تجارب الترشيح التي قام بها إيفانوفسكي وبيجيرينك اقترحت أن السبب كان عاملا معديا لم يتم التعرف عليه مسبقاً. بعد أن تم التعرف على تبرقش التبغ على أنه مرض فيروسي، تم اكتشاف عدوى فيروسية في العديد من النباتات الأخرى.
فيروس تبرقش التبغ له دور مهم في تاريخ الفيروسات. فقد كان أول فيروس يتم اكتشافه، وأول فيروس تم بلورته والتعرف على تركيبه بالتفصيل. وتم الحصول على أول صور لحيود الأشعة السينية للفيروس المتبلور من قِبل بيرنال وفانكوشن في عام 1941. وعلى أساس هذه الصور، اكتشف روزاليند فرانكلين الهيكل الكامل للفيروس في عام 1955. وفي العام نفسه، أظهر هاينز فرانكل كونرات وروبلي وليامز أن الحمض النووي الريبوزي المنقى لفيروس تبرقش التبغ، وغطاءه البروتيني يمكن أن يتجمعوا بأنفسهم لتشكيل فيروسات وظيفية، مما يوحي بأن هذه الآلية البسيطة ربما كانت الوسيلة التي تم من خلالها خلق الفيروسات داخل خلايا الكائن المضيف.
وبحلول عام 1935، كان يعتقد أن العديد من أمراض النباتات تسببها الفيروسات. في عام 1922، اكتشف جون كونكل سمول (1869-1938) أن الحشرات يمكن أن تكون بمثابة ناقلات تنقل الفيروس إلى النباتات. وفي العقد التالي، تبين أن العديد من أمراض النباتات كانت ناجمة عن الفيروسات التي تحملها الحشرات، وفي عام 1939، وصف فرانسيس هولمز، الرائد في علم الفيروسات النباتية، 129 فيروسا تسببت في أمراض للنباتات. وتوفر الزراعة الحديثة المكثفة بيئة غنية للعديد من الفيروسات النباتية. في عام 1948، في كانساس، الولايات المتحدة، تم تدمير 7٪ من محصول القمح من قِبل فيروس تبرقش القمح. حيث انتشر الفيروس عن طريق العث الذي يسمى أسيريا توليباي (Aceria tulipae).
في عام 1970، اكتشف عالم الفيروسات النباتية الروسي جوزيف أتابيكوف أن العديد من الفيروسات النباتية تصيب فقط نوع واحد من النباتات المضيفة. وأقرت اللجنة الدولية لتصنيف الفيروسات الآن بأكثر من 900 فيروس نباتي.

## القرن العشرين
وبحلول نهاية القرن التاسع عشر، تم تعريف الفيروسات من حيث العدوى، وقدرتها على الترشح، ومتطلباتها للمضيفين الأحياء. وحتى ذلك الوقت، كانت الفيروسات تنمو فقط في النباتات والحيوانات، ولكن في عام 1906، اخترع روس جرانفيل هاريسون (1870-1959) طريقة لزراعة الأنسجة في اللمف، وفي عام 1913، استخدم ستينهاردت، وسي إسرائيل، ولامبرت هذه الطريقة لزراعة فيروس الوقس في أجزاء من أنسجة قرنية خنزير من غينيا. في عام 1928، زرع HB و MC (ميتلاند) فيروس الوقس في معلق من كلى الدجاج المفروم. ولم يتم اعتماد ذلك الأسلوب على نطاق واسع حتى الخمسينات، عندما كان فيروس شلل الأطفال يُزرع على نطاق واسع لإنتاج اللقاحات. في عام 1941-1942، وضع جورج هيرست (1909-94) مقايسات تقوم على التراص الدموي؛ لتحديد نطاق واسع من الفيروسات، وكذلك الأجسام المضادة الخاصة بالفيروس في مصل الدم.

### الإنفلونزا

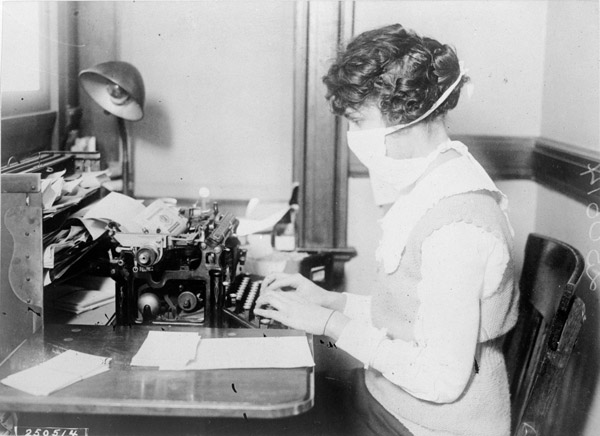
امرأة تعمل خلال فترة وباء الأنفلونزا 1918-1919. قناع الوجه ربما قدم الحد الأدنى من الحماية.

على الرغم من أن فيروس الإنفلونزا الذي تسبب في جائحة الأنفلونزا 1918-1919 لم يتم اكتشافه حتى الثلاثينيات من القرن العشرين، إلا أن وصف المرض، والأبحاث اللاحقة أثبتت أنه كان السبب. وقد تسبب هذا الوباء في وفاة ما بين 40- 50 مليون شخص في أقل من عام، إلا أن الدليل على أنه بسبب فيروس لم يتم الحصول عليه حتى عام 1933. المستدمية النزلية هي بكتيريا انتهازية تتبع عادة عدوى الأنفلونزا؛ مما كان سبباً في الاستنتاج الخاطيء لعالم الجراثيم الألماني البارز ريتشارد فايفر (1858-1945) بأن هذه البكتيريا كانت سبب الإنفلونزا. وحدث تقدم كبير في عام 1931، عندما زرع عالم الأمراض الأمريكي أرنست وليام غودباستير فيروس الأنفلونزا وعدة فيروسات أخرى في بيض الدجاج المخصب. كما عرف هيرست نشاطا إنزيميا مرتبطا بجسيمات الفيروس، وتم وصفه لاحقا باسم النيورامينيداز، وهو أول دليل على أن الفيروسات قد تحتوي على إنزيمات. وأوضح فرانك ماكفارلين بورنيت في أوائل الخمسينيات من القرن الماضي أن الفيروس يعيد تركيبه بتكرارت عالية، واستنتج هيرست فيما بعد أنه يحتوي على جينوم مجزأ.

### شلل الأطفال
في عام 1949، قام جون إندرز (1897-1985)، وتوماس ولر (1915-2008)، وفردريك روبنز (1916-2003) بزراعة الفيروس السنجابي المسبب لشلل الأطفال للمرة الأولى في خلايا الجنين البشرية المستزرعة، وهو أول فيروس ينمو دون استخدام أنسجة حيوانية صلبة أو بيض الحيوانات. وغالبا ما تسبب العدوى بالفيروس السنجابي أعراض بسيطة. ولم يكن هذا معروفا إلا بعد عزل الفيروس في الخلايا المستزرعة، وقد تبين أن العديد من الأشخاص أصيبوا بعدوى خفيفة لم تؤد إلى شلل الأطفال. ولكن، خلافا للعدوى الفيروسية الأخرى، زادت الإصابة بشلل الأطفال - الشكل الأكثر ندرة وشدة من العدوى - في القرن العشرين، وبلغت ذروتها في عام 1952. وقد مَكّن اختراع نظام زراعة الخلايا لإنماء الفيروس جوناس سالك (1914-1995) من صناعة لقاح فعال لشلل الأطفال.

### فيروس إبشتاين بار
ولد دينيس بارسونز بوركيت (1911-1993) في إنيسكيلن، مقاطعة فيرماناغ، أيرلندا. وكان أول من وصف نوع من السرطان يحمل الآن اسم لمفوما بوركيت. كان هذا النوع من السرطان متوطنا في أفريقيا الاستوائية، وكان أكثر الأورام الخبيثة شيوعا في أوائل الستينيات. في محاولة لإيجاد سبب للسرطان، أرسل بوركيت خلايا من الورم إلى أنطوني إبشتاين (ب 1921)، وهو عالم الفيروسات الريطاني، الذي اكتشف مع إيفون بار، وبيرت أشونغ (1928-1996)، بعد العديد من المحاولات الفاشلة، فيروسات تشبه فيروس الهربس في السائل الذي يحيط بالخلايا. وقد تبين بعد ذلك أن الفيروس هو فيروس الهربس غير المعروف سابقا، والذي يسمى الآن فيروس إبشتاين بار. والمثير للدهشة أن فيروس إبشتاين بار هو عدوى شائعة جدا، ولكنها بسيطة نسبيا بين الأوروبيين. ولكن تفسير أنه يسبب مثل ذلك المرض المدمر للأفارقة ليس مفهوم تماما، ولكن انخفاض المناعة ضد الفيروس بسبب الملاريا قد يكون له دور. إبشتاين بار هو فيروس مهم في تاريخ الفيروسات لكونه أول فيروس يُعرف أنه يسبب السرطان في البشر.

### أواخر القرن العشرين

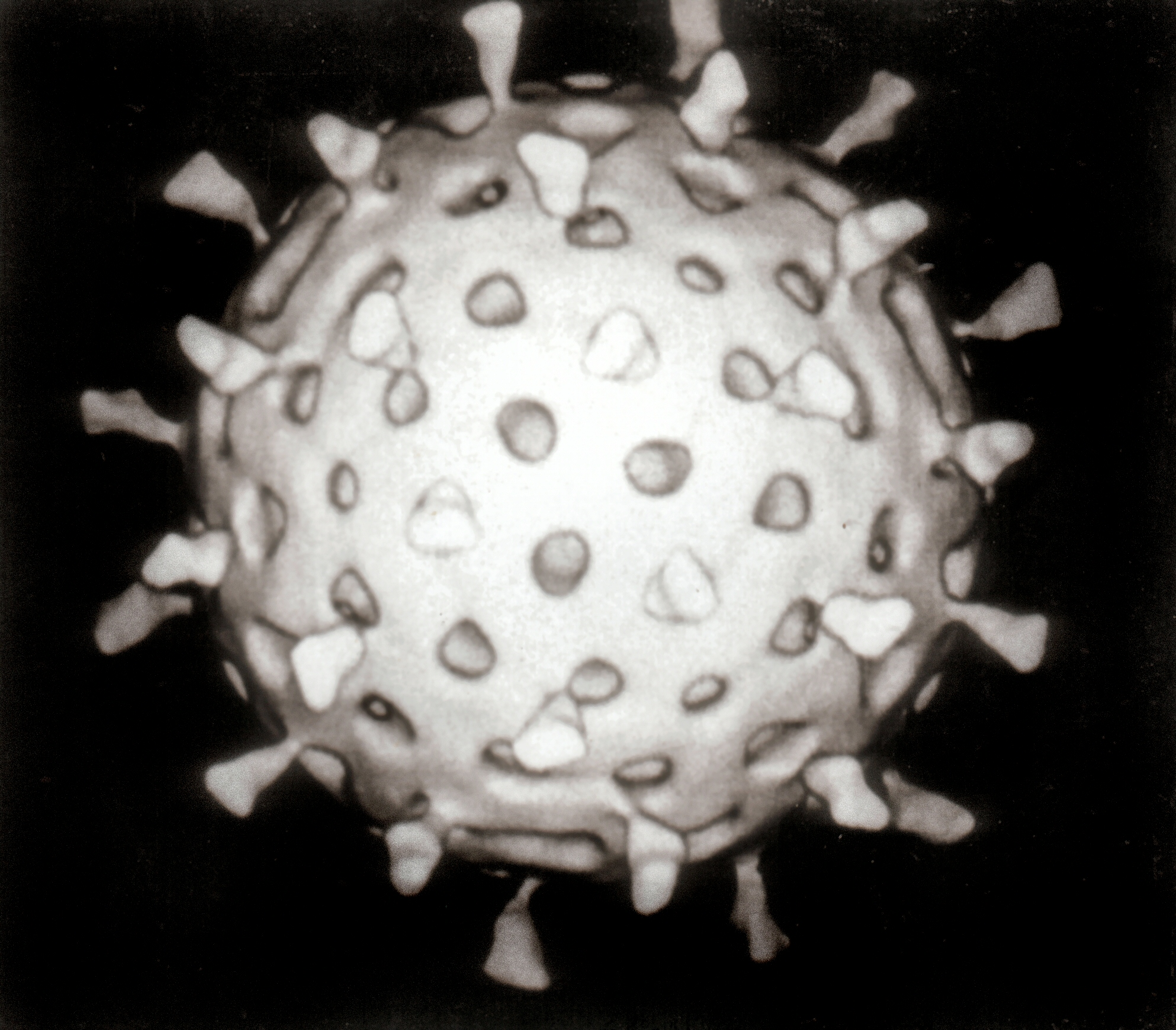
فيروس عجلي

كان النصف الثاني من القرن العشرين هو العصر الذهبي لاكتشاف الفيروسات، وتم اكتشاف أكثر من 2000 نوع معترف به من فيروسات الحيوانات، والنباتات، والبكتيريا خلال تلك السنوات. في عام 1946، تم اكتشاف الإسهال الفيروسي عند الأبقار، والذي لا يزال ربما أكثر الممرضات شيوعا للماشية في جميع أنحاء العالم. وفي عام 1957، تم اكتشاف الفيروس الشرياني في الخيل. في الخمسينيات من القرن العشرين، أدت التطورات في طرق عزل الفيروس والكشف عنه إلى اكتشاف العديد من الفيروسات البشرية الهامة بما في ذلك فيروس جدري الماء النطاقي، والفيروسات المخاطية -التي تشمل فيروس الحصبة، والفيروس المخلوي التنفسي- والفيروسات الأنفية التي تسبب نزلات البرد. في الستينات، تم اكتشاف المزيد من الفيروسات. وفي عام 1963، تم اكتشاف فيروس التهاب الكبد ب من قِبل باروخ بلومبرغ (ب 1925)، وفي عام 1965، وصف هوارد تيمن (1934-1994) أول فيروس قهقري. وقد تم وصف انزيم النسخ العكسي، الذي تستخدمه الفيروسات القهقرية لترجمة RNA إلى DNA لأول مرة في عام 1970، بشكل مستقل من قِبل كلا من هوارد تيمن وديفيد بلتيمور (ب. 1938). وكان ذلك مهما لتطوير العقاقير المضادة للفيروسات التي تعتبر نقطة تحول رئيسية في تاريخ العدوى الفيروسية. في عام 1983، قام لوك مونتانييه (ب 1932) وفريقه في معهد باستير في فرنسا، بعزل الفيروس القهقري لأول مرة، والذي يعرف الآن باسم فيروس نقص المناعة البشرية. في عام 1989 اكتشف فريق مايكل هوتون في شركة تشيرون التهاب الكبد سي. وتم اكتشاف أنواع وفصائلة جديدة من الفيروسات في كل عقد من النصف الثاني من القرن العشرين. واستمرت هذه الاكتشافات إلى القرن الحادي والعشرين مع ظهور أمراض فيروسية جديدة مثل السارس وفيروس نيباه. على الرغم من إنجازات العلماء على مدى المائة سنة الماضية، لا تزال الفيروسات تشكل تهديدات وتحديات جديدة.
| السنة | الفيروس                                              | المراجع       |
| ----- | ---------------------------------------------------- | ------------- |
| 1908  | فيروسة سنجابية                                       | [ 76 ]        |
| 1911  | فيروس ساركومة روس                                    | [ 77 ]        |
| 1915  | عاثية العنقوديات                                     | [ 20 ]        |
| 1917  | عاثية الشيغيلات                                      | [ 20 ]        |
| 1918  | عاثية السلمونيلات                                    | [ 22 ]        |
| 1927  | فيروس الحمى الصفراء                                  | [ 78 ]        |
| 1930  | فيروس التهاب الدماغ والنخاع الخيلي الغربي            | [ 79 ]        |
| 1933  | فيروس التهاب الدماغ والنخاع الخيلي الشرقي            | [ 79 ]        |
| 1934  | فيروس النكاف                                         | [ 80 ]        |
| 1935  | فيروس التهاب الدماغ الياباني                         | [ 81 ]        |
| 1943  | فيروس الضنك                                          | [ 82 ]        |
| 1949  | فيروس معوي                                           | [ 83 ]        |
| 1952  | فيروس جدري الماء النطاقي                             | [ 63 ]        |
| 1953  | فيروسات غدانية                                       | [ 84 ]        |
| 1954  | فيروس الحصبة                                         | [ 65 ]        |
| 1956  | فيروسات مخاطية، فيروس أنفي                           | [ 64 ] [ 66 ] |
| 1958  | فيروس جدري القرود                                    | [ 85 ]        |
| 1962  | فيروس الحصبة الألمانية                               | [ 86 ]        |
| 1963  | فيروس التهاب الكبد ب                                 | [ 87 ]        |
| 1964  | فيروس إبشتاين-بار                                    | [ 88 ]        |
| 1965  | فيروس قهقري                                          | [ 89 ]        |
| 1966  | فيروس حمى لاسا                                       | [ 90 ]        |
| 1967  | فيروس ماربورغ                                        | [ 91 ]        |
| 1972  | نوروفيروس                                            | [ 92 ]        |
| 1973  | فيروس عجلي، التهاب الكبد الوبائي أ                   | [ 93 ] [ 94 ] |
| 1975  | فيروس صغير ب19                                       | [ 95 ]        |
| 1976  | فيروس إيبولا                                         | [ 96 ]        |
| 1980  | فيروس تي- الليمفاوي البشري من النوع الأول            | [ 97 ]        |
| 1982  | فيروس تي- الليمفاوي البشري من النوع الثاني           | [ 97 ]        |
| 1983  | فيروس العوز المناعي البشري                           | [ 98 ]        |
| 1986  | فيروس هربسي بشري 6                                   | [ 99 ]        |
| 1989  | فيروسالتهاب الكبد سي                                 | [ 100 ]       |
| 1990  | فيروس التهاب الكبد الوبائي هـ، فيروس الهربس البشري 7 | [ 101 ]       |
| 1994  | henipavirus                                          | [ 102 ]       |
| 1997  | Anelloviridae                                        | [ 103 ]       |